# Ustrój polityczno-administracyjny Wielkiej Brytanii w XIX wieku
Ustrój polityczno-administracyjny Wielkiej Brytanii w XIX w. – system parlamentarno-gabinetowy Zjednoczonego Królestwa Wielkiej Brytanii i Irlandii – ukształtowany w XIX w. na mocy konwenansów konstytucyjnych.
Wielka Brytania jest monarchią parlamentarną. W państwie tym nie istnieje do dziś konwencjonalnie pojęta konstytucja pisana, inaczej: konstytucja w sensie formalnym, jak ma to miejsce w innych krajach. Zamiast jednego dokumentu istnieje szereg norm zwanych konwenansami konstytucyjnymi, czyli konstytucja w sensie materialnym. Obowiązuje doktryna zwierzchnictwa parlamentu. Najwyższą rangę mają ustawy, które określają m.in. rolę samorządu terytorialnego w społeczeństwie. W rzeczywistości rząd brytyjski ma swobodę w kształtowaniu struktury i funkcjonowania organów administracji lokalnej. Struktura samorządu terytorialnego została zapoczątkowana przez szereg ustaw w XIX w.

## Reformy polityczne

### Źródła prawa konstytucyjnego
Wielka Brytania nie posiada do dziś konstytucji pisanej. W XIX w. do źródeł prawa konstytucyjnego w Wielkiej Brytanii należały m.in.:
- prawo stanowione, obejmujące podstawowe akty prawne, na które składały się m.in. Magna Charta Libertatum (1215), Trennial Act (1641[3]), Habeas Corpus Act (1679), Bill of Rights (1689) i Act of Settlement (1701);
- prawo precedensowe, dotyczące orzeczeń sądowych i obejmujące najważniejsze kwestie z zakresu prawa państwowego;
- konwenanse konstytucyjne, inaczej normy prawa niepisanego, które powstały na skutek działań instytucji pozasądowych w sprawach ustrojowych państwa[4];
- dzieła, traktaty i podręczniki prawnicze[2][4][5].

### Akty legislacyjne

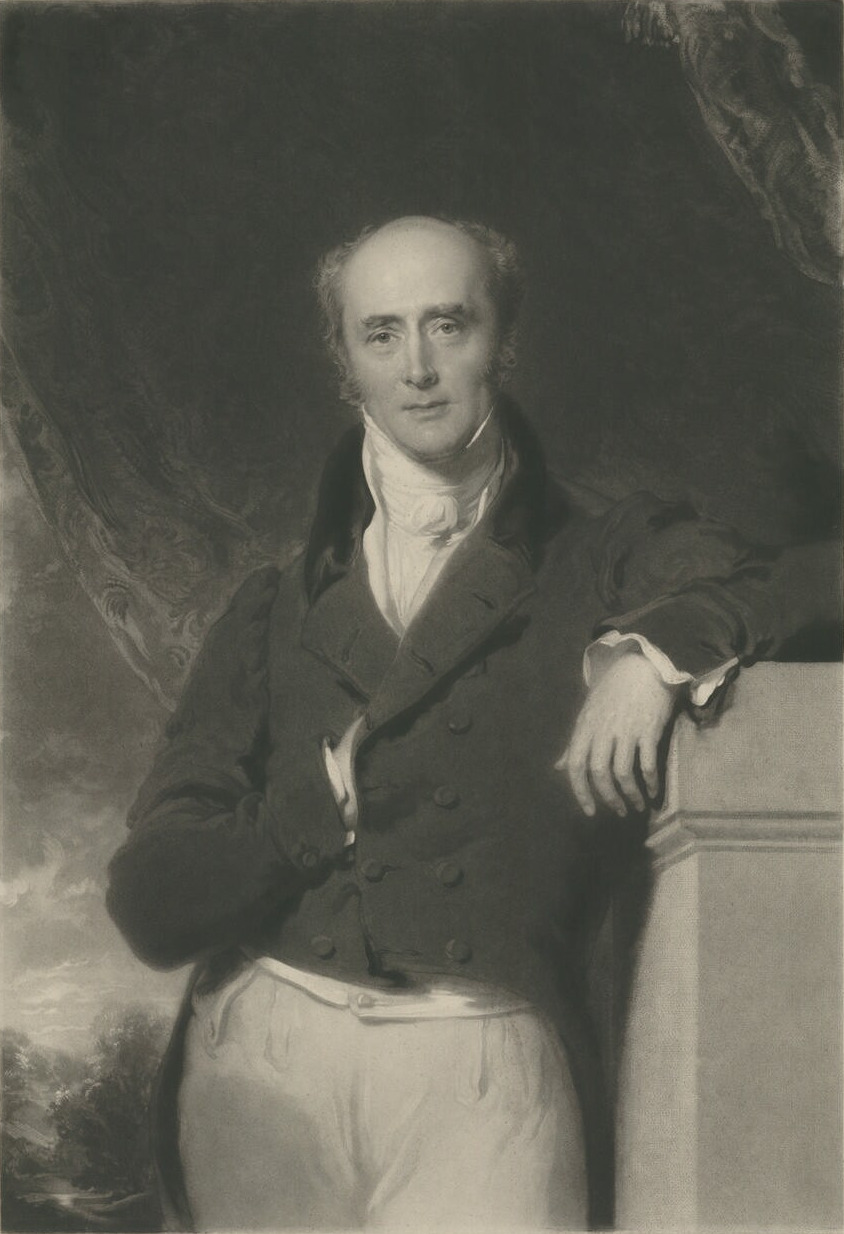
Charles Grey

Pierwszą ustawą wprowadzającą istotne zmiany polityczne w Zjednoczonym Królestwie był akt prawny z 4 czerwca 1832, Reform Act zakładający rozszerzenie władzy politycznej o nowe klasy społeczne i nowe okręgi wyborcze (reformy Charlesa Greya). Wprowadziła ona demokratyczne i obieralne organa rady miejskiej; druga: Poor Law Amendment Act z 1834 zreorganizowała administrację opieki nad ubogimi. Gminy wiejskie przekazały opiekę nad najbiedniejszymi pod kuratelę specjalnych nowo tworzonych domów pracy (Workhouses), która obok policji była wówczas najważniejszą funkcją samorządową. Kolejna ustawa The Municipal Corporations Act z 1835 zreformowała samorząd miejski i stanowiła, że władza w poszczególnych regionach miała należeć do pochodzącej z wyborów rady. Akt ten dawał możliwość głosowania do nowych władz jedynie mężczyznom, którzy opłacaliby podatek miejski na rzecz ubogich.
W latach 1867–1885 wprowadzono rozszerzenie praw wyborczych dla mężczyzn, które stanowiły podwaliny masowej demokracji politycznej w Wlk. Brytanii. M.in. wydano ustawy Ballot Act (1872), Corrupt Practices Act (1883) i Redistribution Act (1885). Do roku 1894 wprowadzono jeszcze kilka istotnych ustaw, które miały na celu zdemokratyzowanie wyborów do rad. Dzięki temu można było do nich należeć z wyboru, a nie poprzez kupno mandatu. W 1894 uchwalono ustawę The Local Government Act, która podzieliła m.in. hrabstwa na dystrykty miejskie i wiejskie. W późniejszym okresie zaczęły pojawiać się kolejne akty o nazwie Local Government Act, które usprawniały działanie organów administracji lokalnej.
Wielka Brytania przerodziła się w monarchię parlamentarną z ustrojem parlamentarno-gabinetowym, dziś nazywana często matką systemu parlamentarno-gabinetowego.

### Od reform Ch. Greya do W. E. Gladstone’a

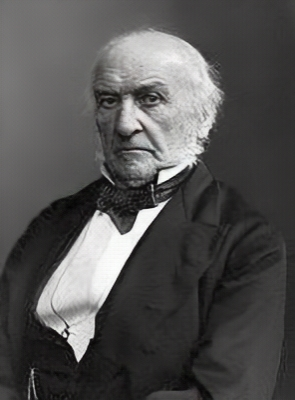
William Ewart Gladstone

Istniejący od 1832 system wyborczy był niedemokratyczny, mimo że reforma spowodowała udział i aktywność polityczną klasy średniej w państwie. Do Izby Gmin wchodziło z każdego hrabstwa po dwóch deputowanych powoływanych w drodze wyborów opartych na wysokim cenzusie majątkowym. Drugą grupę w Izbie Gmin tworzyli przedstawiciele miast. Przed reformą w Izbie zasiadało 658 członków. 122 deputowanych reprezentowało hrabstwa, 432 okręgi miejskie, pozostali czterej natomiast uniwersytety: Oxford i Cambridge. Wobec presji grup społecznych i ruchu robotniczego w XIX w. podejmowano reformy wyborcze, które prowadziły do wprowadzenia powszechnego prawa wyborczego, a tym samym do demokratyzacji Izby Gmin. Reformy Ch. Greya z 1832 odebrały przedstawicielstwo małym zgniłym miasteczkom liczącym do 300 tys. mieszkańców a przyznała je innym większym miastom. Zlikwidowano tym samym 56 okręgów wyborczych, w 20. pozostawiono po jednym mandacie. Uzyskane 143 mandaty zostały rozdzielone między hrabstwa i miasta.
Reforma uwzględniła nowo powstałe okręgi przemysłowe, które dotychczas nie posiadały własnego przedstawicielstwa w parlamencie. Przewidziano dla nich 65 mandatów. Tyle samo miejsc otrzymały dodatkowo okręgi wiejskie, których przedstawiciele mieli być przeciwwagą dla burżuazji. Ponadto obniżono cenzus majątkowy w hrabstwach i miastach. Od 1832, 20% głów rodzin angielskich zyskało prawa wyborcze. Cenzus majątkowy nadal jednak utrzymywał się na zbyt wysokim poziomie i wykluczał udział w wyborach przedstawicieli drobnych rzemieślników i kupców. Na wsi po nieznacznym obniżeniu cenzusu majątkowego prawo wyborcze zyskali bogatsi dzierżawcy ziemi. Katolicy uzyskali prawa wyborcze w 1829, a Żydzi w 1858. Reforma Benjamina Disraelego w 1867, który był członkiem trzeciego rządu E.S. hrabiego Derby spowodowała dalsze obniżenie cenzusu majątkowego (liczba wyborców wzrosła do 2,5 mln osób). W następstwie reformy Disraelego robotnicy zaczęli stanowić ponad połowę elektoratu.
Rewolucja przemysłowa w XIX w. doprowadziła do wysokiego rozwoju zmechanizowanego przemysłu i komunikacji, rozbudowa imperium kolonialnego sprzyjała zajęciu przez Anglię przodującego stanowiska w gospodarce i polityce światowej. Przemiany te wywołały zmiany w strukturze społecznej: zwiększyła się liczba proletariatu, oraz nastąpił wzrost znaczenia oligarchii finansowej, co doprowadziło do kolejnych reform, które zwiększyły liczbę wyborców. W 1872 wprowadzono głosowanie tajne. Reforma Williama E. Gladstone’a w latach 1884–1885 zerwała z zasadą, że prawo wyborcze była przywilejem określonych korporacji miast. Hrabstwa przyjęły demokratyczną zasadę, że prawo to jest prawem podmiotowym obywateli. Wprowadzono jednomandatowe okręgi wyborcze, poza 27 miastami liczącymi od 50 do 165 tys. mieszkańców, które stały się okręgami dwumandatowymi. Obniżono znacznie cenzus majątkowy, który spowodował wzrost liczby wyborców do 40% ogółu ludności.

### W walce o prawa wyborcze robotników

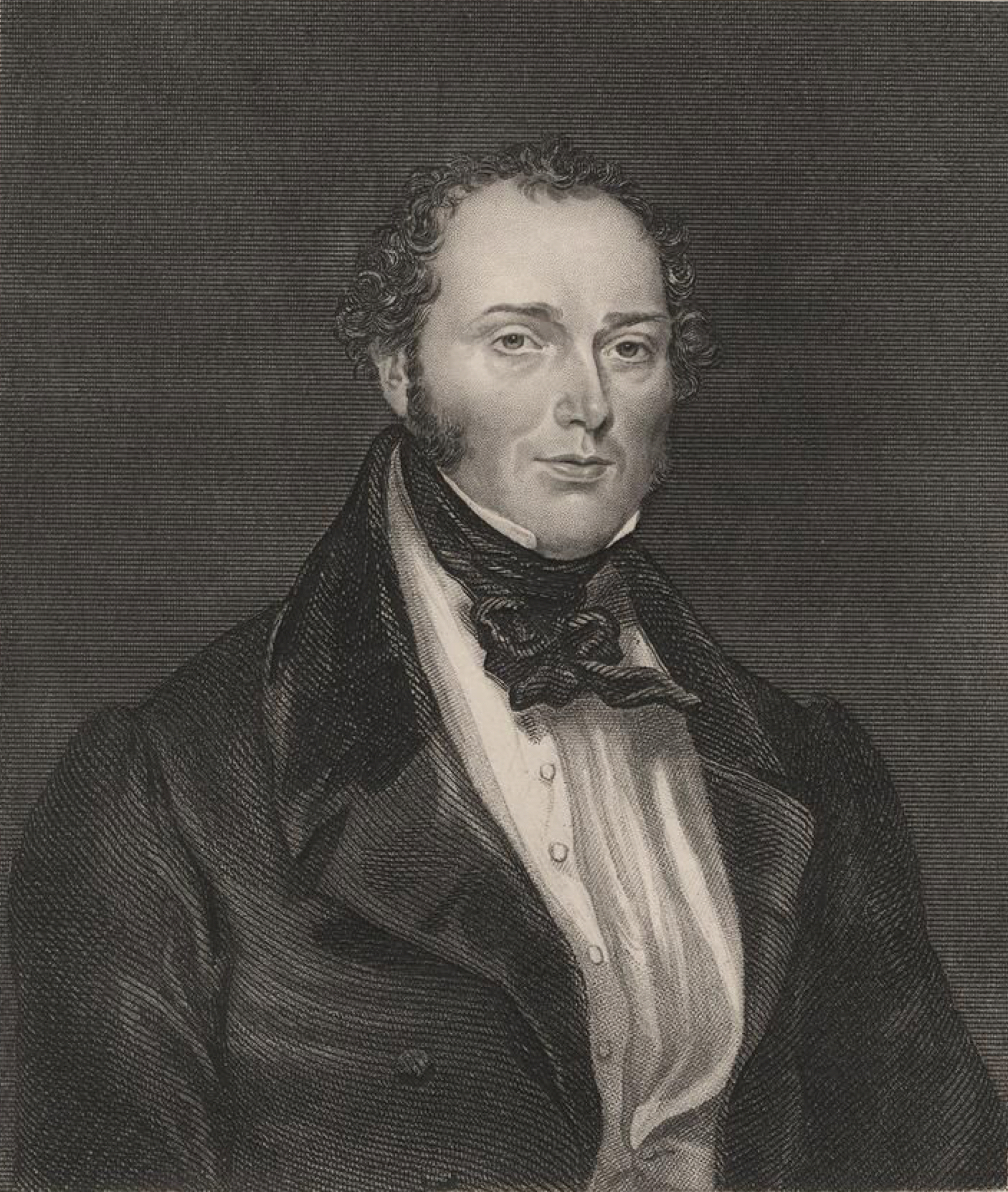
Feargus Edward O’Connor

Znaczenie landlordów i gentry malało, a w Izbie Lordów coraz liczniej zasiadali reprezentanci wielkiego kapitału. Grupy mieszczaństwa i robotników domagały się reform demokratycznych. Powstał ruch robotniczy zwany czartyzmem, który wysuwał postulaty polityczne, w obronie praw wyborczych. Pierwsza petycja 1837 domagała się pełnej demokratyzacji wyborów do Izby Gmin. Została ona odrzucona przez Izbę w 1839. Wielu natomiast strajkujących robotników aresztowano.
Czartyści wysuwali swój program w tzw. sześciu punktach – Karty Ludu (People’s Charter), którego postulaty zostały wykonane w roku 1867 i 1884 (nadanie praw wyborczych warstwom społecznym nieuwzględnionych w reformie z 1832). W 1840 założyli Narodowe Stowarzyszenie Czartystów, z siedzibą w Manchesterze. Organizacja ta posiadała statut oraz określone władze. Projekty Planu rolnego Feargusa E. O’Connora, przywódcy ruchu – zostały odrzucone, a samo stowarzyszenie rozwiązane w 1842. Po upadku czartyzmu w końcu lat 40. XIX w. ruch robotniczy przybrał charakter bardziej ekonomiczny. Formą jego stały się związki zawodowe działające legalnie od 1871.
Prócz ruchu czartystów działały również: Federacja Demokratyczna (Democratic Federation), Towarzystwo Fabiańskie (Fabian Society) (1881), związek dokerów (1889), Niezależna Partia Pracy (Independent Labour Party) (1893). Były to związki reprezentujące rzesze niewykwalifikowanych robotników, które wyłoniły tzw. Komitet Reprezentacji Robotniczej (Labour Representation Committee' – LRC) (1899). Głównym celem działalności komitetu było zwiększenie reprezentacji robotniczej w brytyjskim parlamencie.

## Parlament
Parlament w Wielkiej Brytanii (władza ustawodawcza) złożony był z trzech części, a mianowicie izby niższej parlamentu zwanej Izbą Gmin, izby wyższej zwanej Izbą Lordów oraz monarchy. Ten ostatni posiadał prawo zwoływania parlamentu na sesje, jednakże za kontrasygnatą oraz na wniosek szefa rządu. Jednocześnie, władca był tym, który otwierał i zamykał posiedzenia, gdyż parlament pracował w trybie sesyjnym. Prace parlamentarne trwały przez cały tydzień, zwykle w godzinach popołudniowych do późnych godzin nocnych. Sobota i niedziela przeznaczona była głównie na spotkania z wyborcami, a przedpołudnia w ciągu tygodnia (prócz piątku) na prace w komisjach oraz ugrupowaniach. Parlament był suwerenny i wszechwładny. Sprawował kontrolę nad władzą wykonawczą oraz posiadał wyłączne prawo uchwalania wszelkich podatków i opłat. Parlament decydował o wykonywaniu dyspensy i suspensy.
O cnotach i cudowności angielskiego ustroju, w metafizycznej apostrofie pogląd wyrażał irlandzki filozof i polityk Edmund Burke (XVIII w.)

(...) doskonale uporządkowana budowla naszego Kościoła i Państwa, sanktuarium, święte świętych tego starożytnego prawa, strzeżona mocą szacunku, mocą władzy, zarazem świątynia i forteca (...), ta budząca bojaźń budowla winna czuwać i chronić podległą sobie krainę (...). Letter to a Noble Lord 1796

### Władca

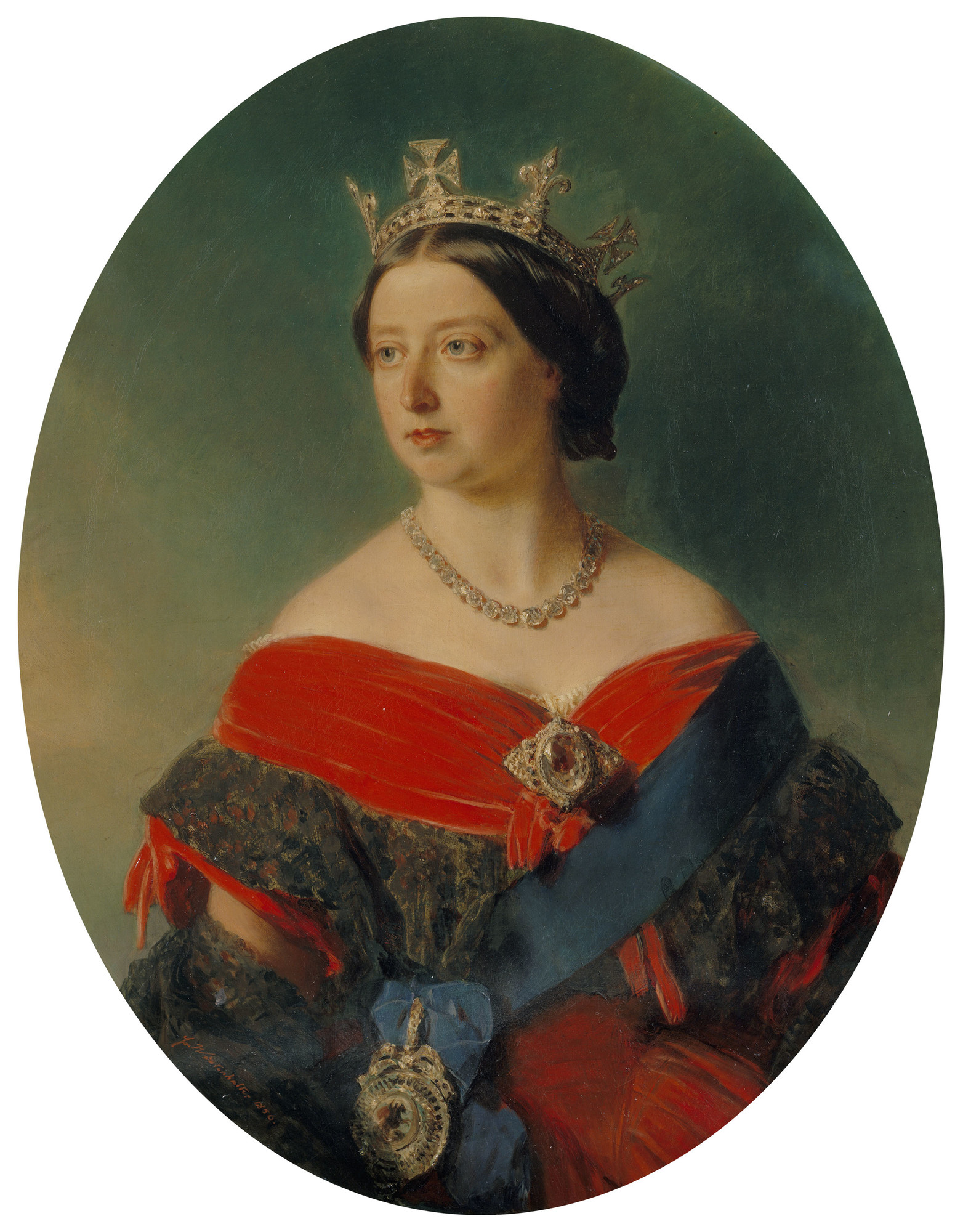
Królowa Wiktoria. Obraz F. X. Winterhaltera (1856)

Władca – król/królowa lub inaczej monarcha, sprawował swoją władzę na zasadach dziedziczności. Jego władza przekształciła się w czysto reprezentacyjną. Pierwotnie cała władza należała do króla, bądź do króla w parlamencie lub do króla w radzie. Wyroki sądowe wydawane w imieniu króla z czasem przeszły na parlament, gabinet i sądy. Obowiązywała przy tym maksyma, która oddawała charakter panujących w Wielkiej Brytanii XIX-wiecznych stosunków, mianowicie: Król nie może działać sam i Król panuje, ale nie rządzi. Monarcha ponadto był nietykalny i nieodpowiedzialny. Pełnił również funkcję głowy Kościoła anglikańskiego i zwierzchnika sił zbrojnych. Mógł decydować o wojnie i pokoju. W jego imieniu były wydawane także ustawy, które mógł sankcjonować. Posiadał prawo zwoływania i rozwiązywania parlamentu, oraz prezentowania planów rządowych.
Cała rzeczywista władza znajdowała się w rękach parlamentu, gabinetu oraz sądów. Współpraca króla z gabinetem odbywała się za pośrednictwem premiera. Tajna Rada (Privy Council) liczy obecnie 300 osób. Należeli do niej ministrowie wchodzący w skład gabinetu oraz dostojnicy. Król w radzie wydawał rozporządzenia, a ministrowie brali za nie odpowiedzialność parlamentarną. W rękach monarchy pozostały pewne uprawnienia tzw. prerogatywy królewskie, o całkowicie reprezentacyjnym i fasadowym znaczeniu.
Kolejną ogólną była zasada, która wymagała podpisu (kontrasygnaty) odpowiednich ministrów (1-4) przy decyzjach podejmowanych przez monarchę. Władca był dokładnie zorientowany w wydarzeniach politycznych, i biegu spraw parlamentarnych, gdyż regularnie uzyskiwał sprawozdania z prac tego organu oraz co tydzień udzielał audiencji szefowi rządu.

### Izba Lordów
Izba Lordów, lub inaczej Izba Parów (House of Lords/House of Peers), składała się z dziedzicznych i dożywotnich (od 1876 niedziedzicznych lordów prawa), z lordów duchownych. W XIX w. prawo zasiadania w Izbie miało 400 świeckich parów Anglii, lordów duchownych (28 biskupów oraz arcybiskupów anglikańskich), 16 parów szkockich (od 1707) oraz 28 parów irlandzkich (od 1801), w tym pięcioro przedstawicieli rodziny królewskiej, książąt Walii, Edynburga, Gloucasteru, Yorku i Kentu. Członkami wyższej izby parlamentu brytyjskiego były osoby posiadające tytuły szlacheckie. Władny przyznawania tytułów był król, gdzie mógł wybierać spośród takich godności jak np. hrabia, książę, markiz czy baron.
Lordowie dziedziczni wyznaczali ze swojego kręgu tych, którzy mieliby pełnić funkcje (tzw. lordowie funkcyjni) oraz tzw. niefunkcyjnych. W Izbie Lordów dziedziczny był tylko tytuł, jednakże nie dotyczył on miejsca. Izba ta zachowała swój arystokratyczny charakter. Przewodnictwo w Izbie Lordów należała do lorda kanclerza. Izba Lordów była zawsze konserwatywna, zachowała prawo weta zawieszającego w stosunku do ustaw (bills). W stosunku do ustaw o charakterze finansowym (money bills) Izbie nie przysługiwało prawo weta zwieszającego, mogła jedynie proponować poprawki. Izba Lordów posiadała ograniczoną władzę w zakresie stanowienia prawa. Uległy też ograniczeniu uprawnienia sądowe Izby, nadal jednak pozostała Trybunałem Apelacyjnym Najwyższej Instancji.

### Izba Gmin

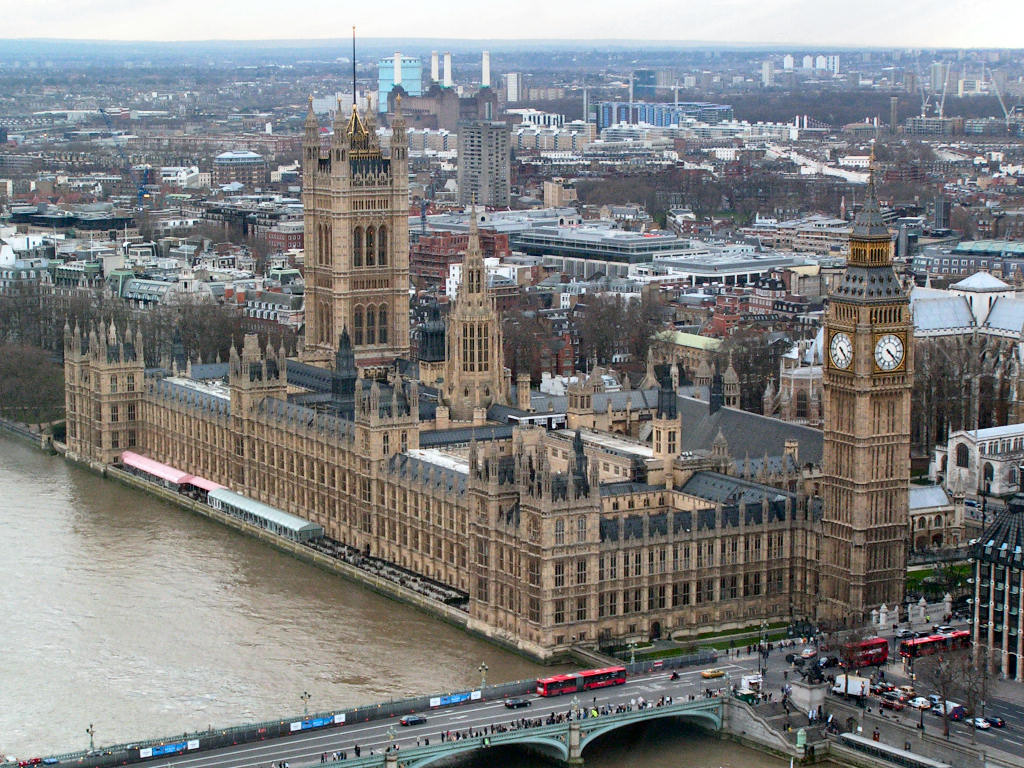
Pałac Westminsterski

Izba Gmin (House of Commons) liczyła średnio 658 członków wybieranych w wyborach powszechnych według ordynacji większościowej, w jednomandatowych okręgach wyborczych. Okres pełnomocnictw (nie kadencji) mógł trwać maksymalnie siedem lat (od 1716), uregulowany ustawą Septennial Act z 1715. Izba ta wyłoniła się już w XVII w. Wiązało się to z tym, że na początku XVIII w. na tronie angielskim zasiadała dynastia hanowerska. Król rzadko bywał w Anglii i do zarządzania administracją wyznaczał pierwszego ministra, czyli premiera. Na czele Izby Gmin stał Leader, natomiast obradom przewodniczył Speaker.
Wprowadzono zasadę odpowiedzialności solidarnej, tzw. votum nieufności (pierwsza na świecie). W 1809 parlament wydał ustawę, która zakazywała sprzedaży miejsc w Izbie Gmin, praktyki dość często dotąd stosowanej, w celu poparcia projektów ustaw. Istniały jednak pewne ograniczenia dotyczące zasiadania w Izbie Gmin np. zakaz sprawowania mandatu dotyczył m.in. urzędników służby cywilnej, pracowników sił zbrojnych i policjantów. W strukturze Izby Gmin funkcjonowały dwa ugrupowania – torysów (tzw. konserwatystów – działających w ang. Conservative Party oraz od 1867 pozaparlamentarną organizację wyborców – Krajową Unię Konserwatywnych i Konstytucyjnych Stowarzyszeń ang. National Union of Conservative and Constitutional Associations) i wigów (tzw. liberałów – uczestniczących w pracach w ang. Liberal Party oraz od 1877 w Krajowej Federacji Liberalnej ang. National Liberal Party). Izba była organem przedstawicielskim, spełniała rolę władzy ustawodawczej, prowadziła kontrolę w zakresie finansów publicznych i kontrolę nad rządem brytyjskim. Rozstrzygała w kwestii kształtu projektów ustaw publicznych przedstawianych monarsze.
Siedzibą parlamentu brytyjskiego został Pałac Westminsterski, monumentalny budynek, odbudowany w stylu neogotyckim w 1834 po pożarze obiektu.

### Rząd i gabinet

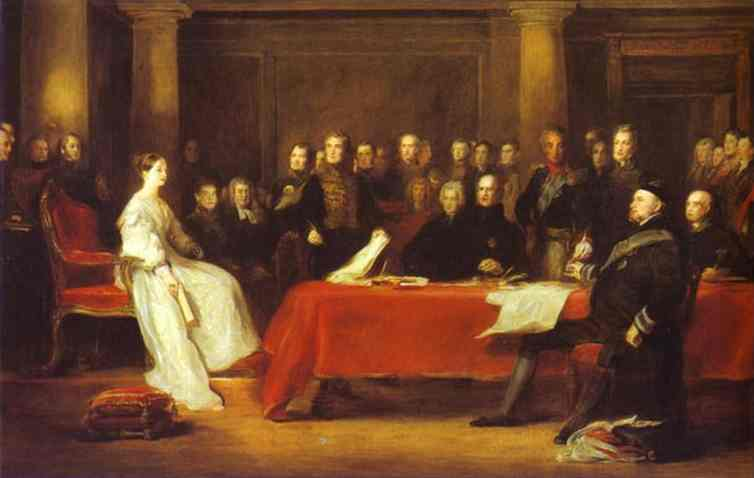
Królowa Wiktoria na spotkaniu z politykami Tajnej Rady. Obraz sir D. Wilkiego (1838)

W ustroju Wielkiej Brytanii funkcjonował trójpodział władzy wykonawczej. Pierwszą był rząd, w którego skład wchodzili ministrowie będący powoływanymi przez premiera bądź przez władcę reprezentującego jednocześnie jednoosobowy organ władzy wykonawczej. Premier przyjmował godność Pierwszego Lorda Skarbu. Funkcje ministra skarbu reprezentował natomiast Kanclerz Skarbu. Kolejnym organem był tzw. gabinet (kolegialny, właściwy organ rządowy). Wywodził się z Tajnej Rady Królewskiej (ciało polityczne znacznie mniejsze liczebnie od rządu) będącego właściwym ośrodkiem władzy. Gabinet liczył kilkunastu ministrów. Zasiadali w nim m.in. Lord kanclerz, Lord Prezydent Rady Prywatnej, Sekretarz Stanu do spraw zagranicznych, spraw wewnętrznych i wojny.
Przywódca ugrupowania, które wygrało wybory do Izby Gmin był desygnowany przez monarchę na stanowisko premiera, z powierzeniem mu misji tworzenia rządu. Przywódca najsilniejszego ugrupowania, będącego w opozycji, uzyskiwał pozycję Lidera Opozycji Jej Królewskiej Mości. Członkowie ugrupowania opozycyjnego formowali swój własny rząd zwany gabinetem cieni (koncepcji wypracowanej przez Partię Konserwatywną). Każdy minister w prawowitym rządzie miał swój odpowiednik w gabinecie cieni. Dzięki tej praktyce ugrupowanie opozycyjne było przygotowane do ewentualnego przejęcia władzy.
Rząd, inaczej słudzy Korony (Servant of the Crown) mógł hamować niezależną inicjatywę ustawodawczą, uchylać się od odpowiedzialności za prowadzone działania polityczne, mógł unikać działań korygujących i dokonywania zmian, także kształtować porządek prawny w Wielkiej Brytanii. Rząd dzielił się na senior ministers (pol. ministrowie właściwi lub ministrowie Korony – obecnie 100 członków), kierujących pracą poszczególnych resortów, oraz podporządkowanych im junior ministers (pol. ministrowie młodsi, 40-60 członków) zadaniem, których było przede wszystkim zapewnianie łączności pomiędzy rządem a Izbą Gmin. Rząd w całości ponosił solidarną odpowiedzialność polityczną przed Izbami.

## Sądownictwo
Struktury sądu angielskiego utrwalone w XII w. utrzymane były do II poł. XIX w. Izba Lordów posiadała rangę najwyższej instancji odwoławczej oraz uprawnienia do sądzenia lordów i ministrów. Sąd Spraw Pospolitych (Court of Common Pleas) rozpatrywał sprawy cywilne. Sąd Ławy Królewskiej (Court of Kings Bench) – sprawy karne, Sąd Exchequeru natomiast skargi przeciw koronie w dziedzinie fiskalnej. Do szczególnej roli należała działalność Sądu Kanclerskiego, w którym stosowano postępowanie uproszczone (poza ang. common law, lecz według zasady ang. equity).

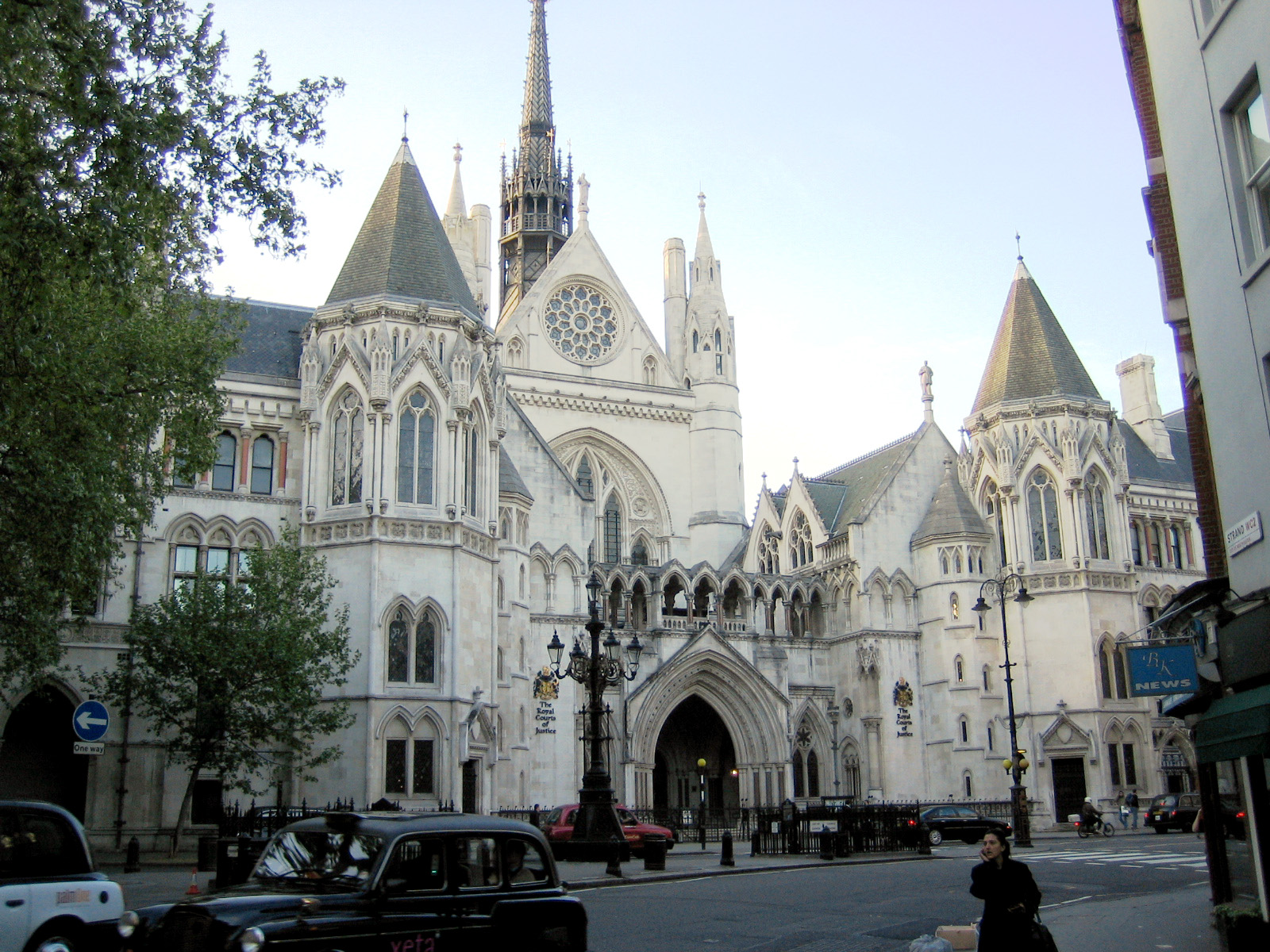
Siedziba Sądu Królewskiego

W sprawach karnych i administracyjnych działała instytucja sędziów pokoju (justices of the peace). W hrabstwach od XIV w. wybierano 8 sędziów pokoju. W średniowieczu wyłoniła się również organizacja sądów koronnych (Courts of Assize). Sędziowie rozpatrywali sprawy karne i cywilne w terenie. Terytorium Anglii było podzielone na 6 okręgów sądowych (circuit). Podział ten obowiązywał od XIV do II. poł. XIX w. Na podstawie określonych rocznych dochodów wybierano również tzw. sędziów przysięgłych, wybieranych w każdym hrabstwie, spośród właścicieli ziemskich. Mieli oni współdziałać z sędziami pokoju, koronnymi, tworząc tzw. Wielką Ławę dla spraw cywilnych bądź karnych. Od powoływanych sędziów przysięgłych nie wymagano kwalifikacji. System prawa był dualistyczny. Wyroki wydawano w imieniu króla na podstawie common law lub eguity.
W latach 1873–1875 połączono wszystkie sądy Zjednoczonego Królestwa w jeden Sąd Najwyższy w Londynie (Supreme Court). Instytucja rewizyjna pozostała w gestii Izby Lordów. Dla Anglii i Walii w 1882 utworzono osobny Sąd Królewski (Royal Courts of Justice), który stał się jednocześnie siedzibą Sądu Najwyższego. Zniesiono różnice między sądami stosującymi prawo powszechne (common law) a sądami orzekającymi na podstawie słuszności (eouity). Na niższym szczeblu utworzono sądy w hrabstwach county courts (1846). Zachowano jednocześnie działalność sądów pokoju (justices of the peace) zawiadywanych bezpłatnie przez miejscowych notabli.
Do odrębności proceduralnych sądów angielskich należały:
- brak resortu sprawiedliwości,
- nieliczna kadra sądów zawodowych,
- brak wyodrębnionego przedstawiciela w procesie karnym.

Trybunałem Apelacyjnym był Sąd Izby Lordów. W sądownictwie brytyjskim nie funkcjonowała instytucja sądów administracyjnych. Ich funkcję do dziś pełnią sądy hrabstw i sądy pokoju.

## Struktura samorządów

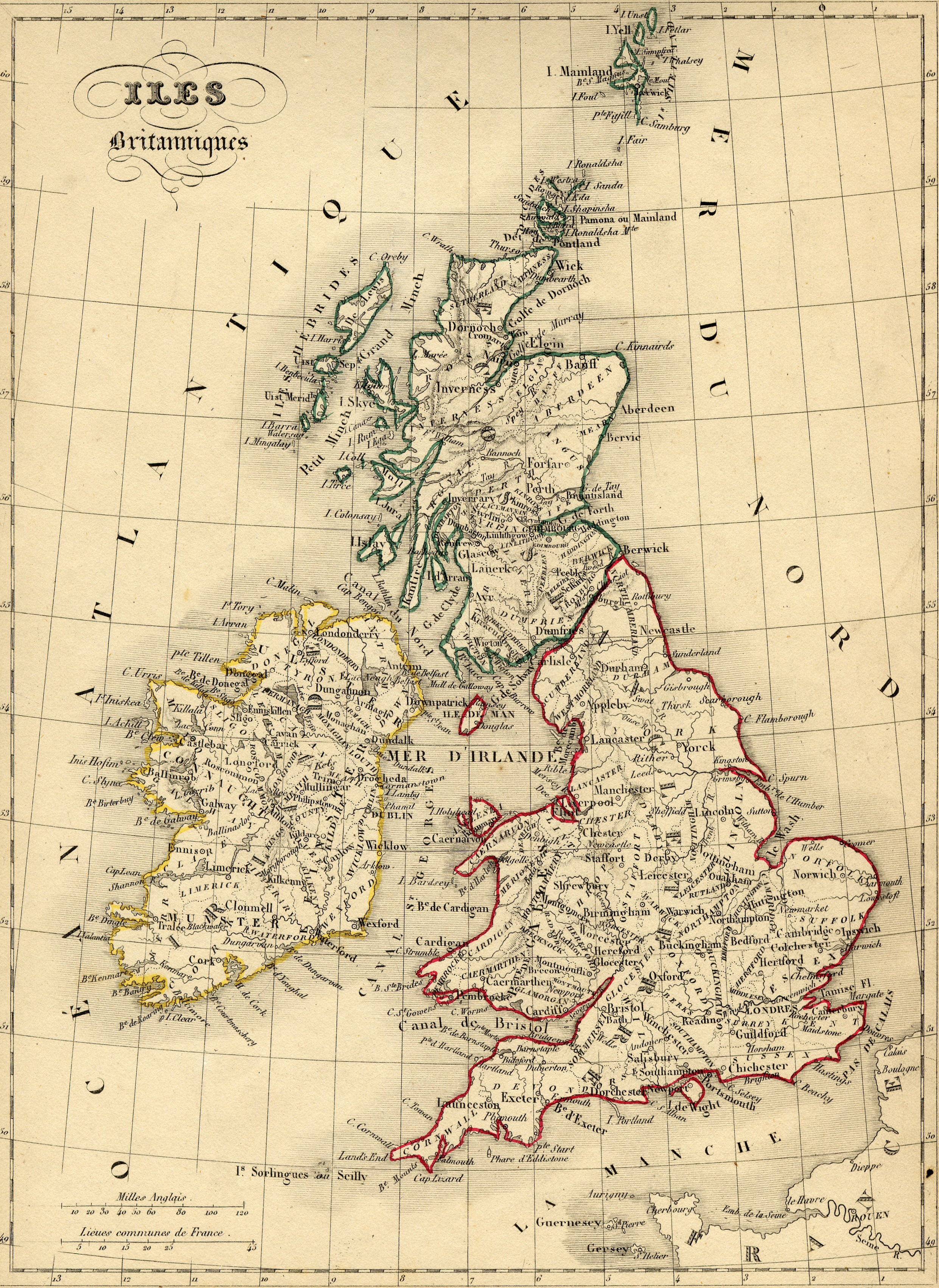
Wielka Brytania w 1843

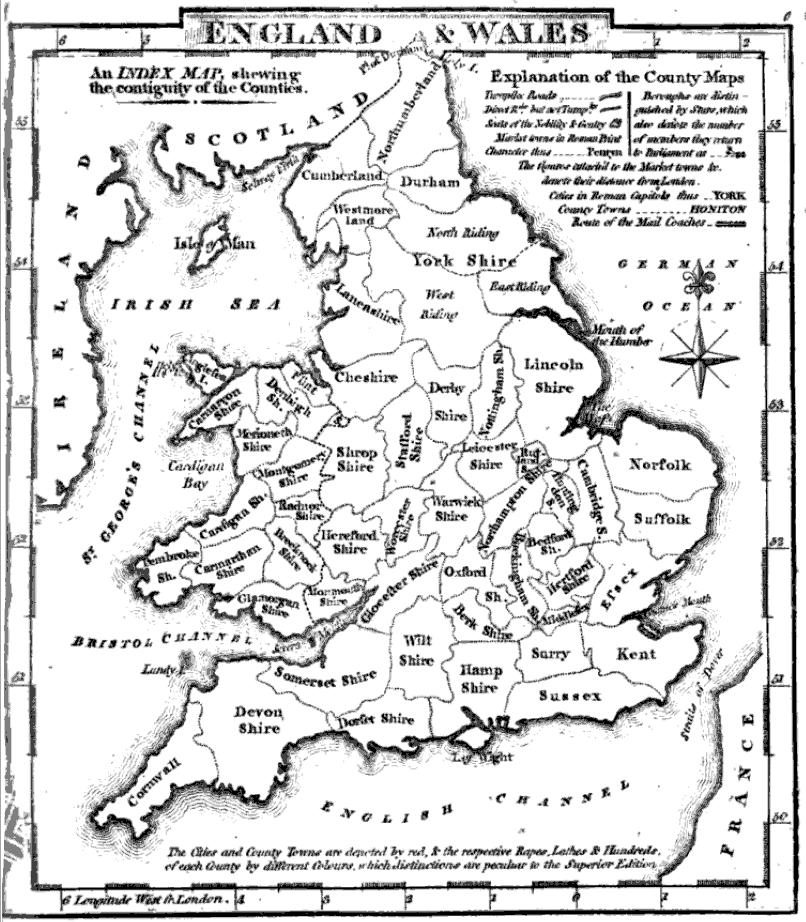
Historyczne hrabstwa Anglii i Walii w 1824

Początki angielskiego systemu samorządowego sięgają wieków średnich, kiedy przedstawicielem króla w hrabstwie był sędzia pokoju. Anglia do końca XIX w. stanowiła przykład kraju, którego administracja terytorialna opierała się wyłącznie na organach samorządowych. Miały one szerokie uprawnienia i ewaluowały w kierunku decentralizacji. W XIX w. przeprowadzono reformy samorządu lokalnego. I etap zapoczątkowany w latach 1832–1835 tyczył miast. Wprowadzono demokratyczny wybór do rad miejskich oraz organów wykonawczych burmistrzów i ławników. Zreformowano również samorząd hrabstw.
W 1871 wprowadzono odrębne ministerstwo dla ujednolicenia i kontroli działalności samorządu – urząd do spraw samorządu (The Local Governnment Bard). Administracja w 1888 przeszła w ręce rad hrabstw działających w 52. nowo powołanych hrabstwach administracyjnych (tzw. drugi etap reformy). W 1894 hrabstwa podzielono na dystrykty miejskie i wiejskie. Powołano rady dystryktowe, a w większych parafiach – rady parafialne, tworząc tym samym dwustopniowy (hrabstwa, dystrykty) i trójstopniowy podział administracyjny (hrabstwa, dystrykty i parafie). Czasowo ukształtował się tu pięciostopniowy model samorządu lokalnego składający się z:
- hrabstw,
- miasta municypalnego,
- dystryktu (okręgu),
- związku opieki społecznej,
- parafii[53].

Odrębną organizację samorządową posiadał Londyn. Władzę wykonawczą sprawowała Rada hrabstwa Londynu, która była wspomagana przez rady dzielnicowe. Radni spotykali się na sesjach plenarnych oraz w poszczególnych komisjach. Zatrudniały one także zawodowych urzędników, będących wykonawcami poleceń rad. Obok administracji samorządowej, która miała charakter ogólny i zespolony, rozwijać się zaczęła administracja niezespolona. W celu usprawnienia, ujednolicenia i kontroli samorządu powołano Urząd Administracji Lokalnej.

### Podział kompetencji struktur samorządowych
Istotą podziału administracyjnego Wlk. Brytanii był podział kompetencji, które spoczywały na poszczególnych jednostkach samorządowych. Poszczególne rady sprawowały pieczę nad:
- rady hrabstw: szkolnictwem, utrzymaniem dróg publicznych, opieką społeczną, ochroną przeciwpożarową, policją i bibliotekami. Na czele rady zasiadał przewodniczący;
- rady dystryktów: budownictwem, lokalnymi podatkami, utrzymaniem cmentarzy oraz usuwaniem nieczystości. Radą kierował przewodniczący, w dystryktach typu boroughs – burmistrz;
- rady parafialne: utrzymaniem ogródków działkowych i miejskiej zieleni. Na czele rady zasiadał przewodniczący. W parafiach, gdzie nie funkcjonowała rada, organem uchwałodawczym była parish trustee, którym kierował przewodniczący zebrania parish meeting, radny rady dystryktu[54].

### Opracowania
- Ludwik Bazylow, Historia Powszechna 1789-1918, Warszawa: „Książka i Wiedza”, 1986, ISBN 83-05-11231-4, OCLC 835900285. Brak numerów stron w książce
- Paul Johnson, Historia Anglików, Jarosław Mikos (tłum.), Gdańsk: „Marabut”, 2002, ISBN 83-916703-2-5, OCLC 749258064. Brak numerów stron w książce
- Nawrot A. (red.), Encyklopedia Historia, Kraków 2007, ISBN 978-83-7327-782-3.
- Pajewski J., Historia Powszechna 1871-1918, T. 6, Warszawa 1998, ISBN 83-01-03881-0.
- Trevelyan G. M., Historia Anglii, Państwowe Wydawnictwo Naukowe, Warszawa 1963.
- Henryk Zins, Historia Anglii, Wrocław: Zakład Narodowy im. Ossolińskich, 2001, ISBN 83-04-04589-3, OCLC 68633568. Brak numerów stron w książce
- Mieczysław Żywczyński, Historia Powszechna 1789-1870, t. 5, Warszawa: Wydaw. Naukowe PWN, 1997, ISBN 83-01-11992-6, OCLC 749422493. Brak numerów stron w książce

### Opracowania online
- Administracja lokalna w Anglii (pol.), [dostęp 2010-04-27].
- Akt emancypacji katolików (pol.). portalwiedzy.onet.pl. [zarchiwizowane z tego adresu (2010-01-23)]., [dostęp 2010-07-23].
- Anglia. System terytorialny. Historia (pol.), [dostęp 2010-04-27].
- Big Ben i brytyjski parlament (pol.), [dostęp 2010-05-08].
- Collins R., History of the Labour Party (ang.), [dostęp 2010-05-07].
- Her Majesty’s Courts Service, Royal Courts Of Justice visitors guide (ang.), [dostęp 2010-05-11].
- Historia – Reformy i modernizacje ustroju w Wlk. Brytanii w XIX I XX w. (pol.), [dostęp 2010-04-30].
- Kania P., Monarchie konstytucyjne schyłku XVIII w. – próba porównania (pol.), [dostęp 2010-04-27].
- Lasocka D., Samorządy w Unii Europejskiej (pol.), [dostęp 2010-04-27].
- Majkowska O., Pozycja parlamentu brytyjskiego w świetle działania systemu dwupartyjnego (pol.), Katowice 2008, [dostęp 2010-05-06].
- Minałto M., Ustawa o prawach w Anglii (pol.), [dostęp 2010-05-11].
- Ogrodowczyk P., Ostrowski J., Analiza porównawcza modeli rządów: parlamentarno-gabinetowego, prezydenckiego, pół-prezydenckiego oraz konwentu-na przykładzie wybranych państw (pol.), [dostęp 2010-04-27].
- Ogrodowczyk P., Znaczenie konstytucji w państwie demokratycznym (pol.), [dostęp 2010-04-27].
- Pozycja władz lokalnych w regulacjach prawnych i podział terytorialny ze względu na ilość szczebli władzy lokalnej (pol.). kst.amu.edu.pl. [zarchiwizowane z tego adresu (2007-01-04)]., [dostęp 2010-04-27].
- Sądy w Anglii od XI do XV wieku (pol.), [dostęp 2010-05-07].
- Staroń M., Historia Irlandii (pol.), [dostęp 2010-07-23].
- Szymański B., Rewolucja przemysłowa XVIII-XIX wieku (pol.), [dostęp 2010-05-11].
- UK Parliament Website, History of the Parliamentary Archives. Surviving the 1834 fire (ang.), [dostęp 2010-05-08].
- Urząd Marszałkowski Województwa Dolnośląskiego, Podstawy prawne (pol.), [dostęp 2010-04-27].